# Hélesmes
Hélesmes és un municipi francès, situat a la regió dels Alts de França, al departament del Nord. L'any 2006 tenia 1.913 habitants. Limita al nord amb Hasnon, a l'est amb Wallers, al sud amb Escaudain, a l'oest amb Hornaing i al nord-oest amb Wandignies-Hamage.

## Demografia
| 1962                                       | 1968  | 1975  | 1982  | 1990  | 1999  | 2006  |
| ------------------------------------------ | ----- | ----- | ----- | ----- | ----- | ----- |
| 2.018                                      | 2.086 | 2.042 | 1.909 | 1.911 | 1.822 | 1.913 |
| Des de 1962: població sense dobles comptes |       |       |       |       |       |       |

## Administració
| Període | Identitat      | Partit |
| ------- | -------------- | ------ |
| 2001-   | Bertrand Huart |        |